# Besharam (film, 2013)
Pour les articles homonymes, voir Besharam.
 (avril 2014).
Si vous disposez d'ouvrages ou d'articles de référence ou si vous connaissez des sites web de qualité traitant du thème abordé ici, merci de compléter l'article en donnant les références utiles à sa vérifiabilité et en les liant à la section « Notes et références ».
Besharam (बेशरम) est un film indien  réalisé par Abhinav Kashyap, sorti en 2013. 
Les acteurs principaux sont Ranbir Kapoor et Pallavi Sharda, qui tiennent le rôle de Babli et de Tara.  
Le film a fait l'objet de critiques négatives dès sa sortie le 2 octobre 2013 et a été considéré comme un échec par le Box Office India quatre jours après sa sortie,.

## Synopsis
Babli est un orphelin. Lui et son ami Titu sont des voleurs de voitures professionnels. Ils les vendent en changeant les plaques, craignant que la police ne les attrapent. Tout l'argent qu'ils gagnent est offert à un orphelinat, pour que les enfants aient un avenir meilleur. Babli tombe amoureux de Tara dont il vole la voiture, ce qui la contrarie profondément. Pour gagner son amour, Babli essaye de retrouver sa voiture. L'histoire se termine par l'adoption de Babli par le couple sans enfant formé par deux policiers, Chulbul et Bulbul Chautala, bien décidés à ne pas le laisser redevenir un voleur.

## Fiche technique
- Réalisateur : Abhinav Kashyap
- Producteur : Sanjeev Gupta
- Musique originale : Lalit Pandit
- Montage : Pranav Dhiwar et Pankaj Sharma
- Durée : 143 minutes
- Langue : hindi

## Distribution
- Ranbir Kapoor : Babli
- Pallavi Sharda : Tara
- Rishi Kapoor : Chulbul Chautala
- Neetu Singh : Bulbul Chautala
- Amitosh Nagpal :Titu
- Bheem Singh